# Sydney Lohmann
Sydney Lohmann (Bad Honnef, 19 juni 2000) is een voetbalspeelster uit Duitsland. Ze speelt als aanvaller voor Manchester City in de Super League.

## Clubcarrière
Lohmann groeide op in Pürgen in Beieren. In haar jeugdjaren speelde ze voor SV Lengenfeld en vervolgens voor VfL Kaurering, allebei gelegen in het district Landsberg am Lech.
Nadat ze ook uitkwam voor SC Fürstenfeldbruck, stapte Lohmann over naar de jeugdopleiding van FC Bayern München in het seizoen 2016/17. Voor het tweede elftal speelde Lohmann zes wedstrijden in de junioren Bundesliga waarin ze twee goals maakte. Haar debuut maakte ze op 17 september 2016 in een 3-1 overwinning tegen de leeftijdsgenoten van 1. FC Nürnberg waarin ze vanaf de penaltystip haar eerste doelpunt maakte.
Tegelijkertijd was Lohmann actief voor het tweede elftal in de 2de Bundesliga Zuid. Hiervoor maakte ze haar debuut op 28 augustus 2016 in een 1-0 uitoverwinning in een wedstrijd tegen 1. FC Saarbrücken. In de tweede wedstrijd tegen Saarbrücken maakte Lohmann haar eerste doelpunt voor het tweede elftal van Bayern op 19 februari 2017.
Lohmanns debuut in de Bundesliga volgde op 19 maart 2017 in een uitduel tegen VfL Wolfsburg, dat met 2-0 werd verloren. Het eerste doelpunt die Lohmann maakte in de Bundesliga was tegen MSV Duisburg op 5 november 2017. Op 4 oktober 2020 maakte Lohmann het 1000ste doelpunt voor FC Bayern München in een wedstrijd tegen SG Essen-Schönebeck.
Op 5 november 2020 verlengde Bayern München het contract van Lohmann tot juni 2024.
Lohmann maakte in juli 2025 de overstap naar het Engelse Manchester City, waar ze een driejarig contract tekende.

## Statistieken
| Seizoen | Club                 | Land      | Competitie        | Wedstrijden | Doelpunten |
| ------- | -------------------- | --------- | ----------------- | ----------- | ---------- |
| 2016/17 | FC Bayern München II | Duitsland | Tweede Bundesliga | 6           | 1          |
| 2017/18 | FC Bayern München II | Duitsland | Tweede Bundesliga | 9           | 1          |
| 2016/17 | FC Bayern München    | Duitsland | Bundesliga        | 3           | 0          |
| 2017/18 | FC Bayern München    | Duitsland | Bundesliga        | 3           | 0          |
| 2018/19 | FC Bayern München    | Duitsland | Bundesliga        | 21          | 3          |
| 2019/20 | FC Bayern München    | Duitsland | Bundesliga        | 13          | 0          |
| 2020/21 | FC Bayern München    | Duitsland | Bundesliga        | 20          | 10         |
| 2021/22 | FC Bayern München    | Duitsland | Bundesliga        | 8           | 1          |
| 2022/23 | FC Bayern München    | Duitsland | Bundesliga        | 17          | 5          |
| 2023/24 | FC Bayern München    | Duitsland | Bundesliga        | 18          | 1          |
| 2024/25 | FC Bayern München    | Duitsland | Bundesliga        | 12          | 2          |
| 2025/26 | Manchester City WFC  | Engeland  | Super League      | 0           | 0          |
| Totaal  | Totaal               | Totaal    | Totaal            | 133         | 26         |

Laatste update: 10 juli 2025

## Interlandcarrière
Lohmann mocht haar debuut voor het Duitse nationale team maken op 10 november 2018 in Osnabrück in een 5-2 vriendschappelijke overwinning op Italië. Lohmann mocht invallen voor Lina Magull in de 71ste minuut. Lohmann maakte haar eerste interlanddoelpunt op 22 september 2020 in een EK-kwalificatiewedstrijd die met 3-0 werd gewonnen van Montenegro. 
Lohmann werd door bondscoach Martina Voss-Tecklenburg opgenomen in haar selectie voor het EK 2022. Duitsland wist op dit eindtoernooi de finale te halen waarin na verlenging werd verloren van Engeland. Lohmann deed in vier wedstrijden mee.
In 2023 werd Lohmann opnieuw opgeroepen voor een eindtoernooi. Ditmaal mocht ze aantreden op het WK 2023. Hier bleef Duitsland steken in de groepsfase. Lohmann deed in slechts een wedstrijd mee. Dit was het derde groepsduel tegen Zuid-Korea.